# Conus tacomae
Conus tacomae é uma espécie de gastrópode do gênero Conus, pertencente a família Conidae.